# Västligt eldöga
Västligt eldöga (Pyriglena maura) är en fågel i familjen myrfåglar inom ordningen tättingar.

## Utseende och läte
Västligt eldöga är en rätt långstjärtad myrfågel. Båda könen har rubinröda ögon och en vit fläck på ryggen som dock vanligen hålls dold. Hanen är helsvart, honan kraftigt varierande i fjäderdräkten. I Andernas västslutning i Ecuador och nordvästligaste Peru är honan enfärgat brunaktig, men från Colombia till norra Peru i Andernas östsluttning är den istället svart under och rostbrun under. I centrala Peru är honan helt rostbrun med svart huvud, medan den från sydöstra Peru till Bolivia är rostbrun överlagg men med gulbrunt bröst och ett tydligt ljust ögonbrynsstreck. Sången består av en mycket snabb serie med korta visslingar.

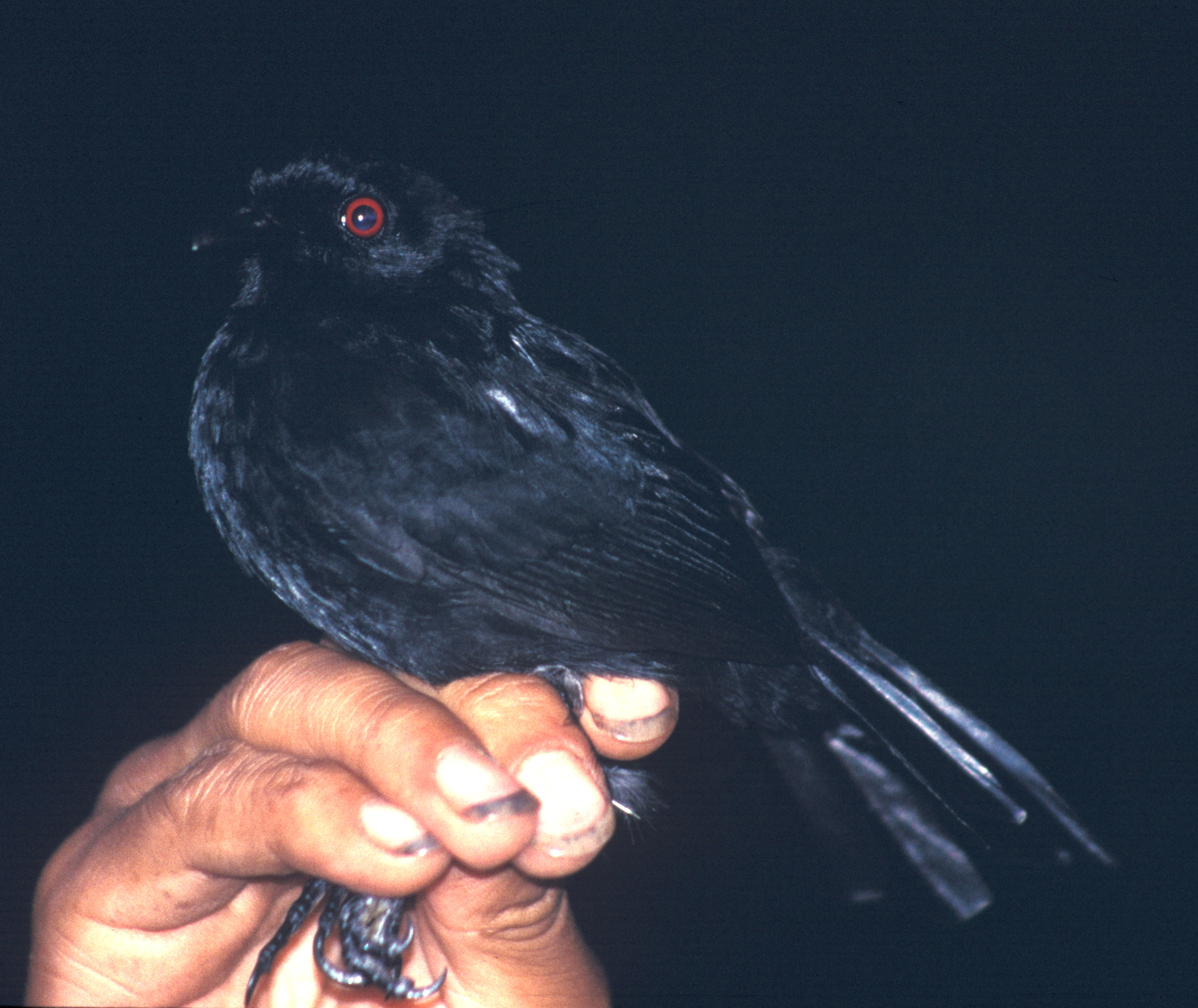

## Utbredning och systematik
Västligt eldöga delas in i sex underarter med följande utbredning:
- Pyriglena maura pacifica – västra Ecuador och nordvästra Peru (Tumbes)
- Pyriglena maura castanoptera – Andernas östsluttning i södra Colombia till östra Ecuador och norra Peru
- Pyriglena maura picea – Andernas östsluttning i Peru (södra Amazonas (Junín och Ayacucho)
- Pyriglena maura marcapatensis – sydöstra Peru (Madre de Dios, Cusco och Puno)
- Pyriglena maura hellmayri – västra delen av centrala Bolivia (Beni, La Paz, Cochabamba och västra Santa Cruz)
- Pyriglena maura maura – östra Bolivia till syd-centrala delen av Brasilien (Mato Grosso) och norra Paraguay

Arten inkluderades tidigare i Pyriglena leuconota, då under det svenska trivialnamnet vitskuldrat eldöga.

## Levnadssätt
Västligt eldöga hittas i undervegetation i fuktiga skogar, i både låglänta områden och bergstrakter. Den håller sig vanligen dold i tät växtlighet. Ibland besöker den svärmande vandringsmyror för att fånga föda som skräms upp i dess väg.

## Status
IUCN erkänner den inte som art, varför dess hotstatus inte bedömts.